# ヘニッジ・フィンチ (第4代エイルズフォード伯爵)
第4代エイルズフォード伯爵ヘニッジ・フィンチ（英語: Heneage Finch, 4th Earl of Aylesford PC FRS FSA、1751年7月4日 – 1812年10月21日）は、イギリスの政治家、貴族。トーリー党に所属し、国王親衛隊隊長（在任：1783年 – 1804年）、王室家政長官（在任：1804年 – 1812年）を歴任した。

## 生涯
第3代エイルズフォード伯爵ヘニッジ・フィンチとシャーロット・シーモア（Charlotte Seymour、1730年9月21日 – 1805年2月15日、第6代サマセット公爵チャールズ・シーモアの娘）の息子として1751年7月4日に生まれ、15日にアイズルワースで洗礼を受けた。ウェストミンスター・スクールで教育を受けた後、1767年11月13日にオックスフォード大学クライスト・チャーチに入学、1770年6月16日にM.A.の学位を、1773年7月7日にD.C.L.の学位を修得した。
1772年6月にキャッスル・ライジング選挙区で庶民院議員に当選、1774年イギリス総選挙でメイドストーン選挙区に鞍替えして再選した。議会ではグレンヴィル法を恒久法とする法案（1774年）で野党側に回ったときを除き、一貫して政府を支持した。また、庶民院議員としての演説は記録上1774年の2回しかなかった。1777年5月9日に父が死去すると、エイルズフォード伯爵位を継承して、貴族院に移籍した。
1777年から1783年12月までジョージ3世の寝室侍従を務め、1783年12月31日に枢密院に任命され、同時に国王親衛隊隊長にも任命された。1804年、王室家政長官に転じ、以降死去まで同職を務めた。
1812年10月21日に痛風によりパッキントンで病死、同名の息子ヘニッジが爵位を継承した。

## 画家として

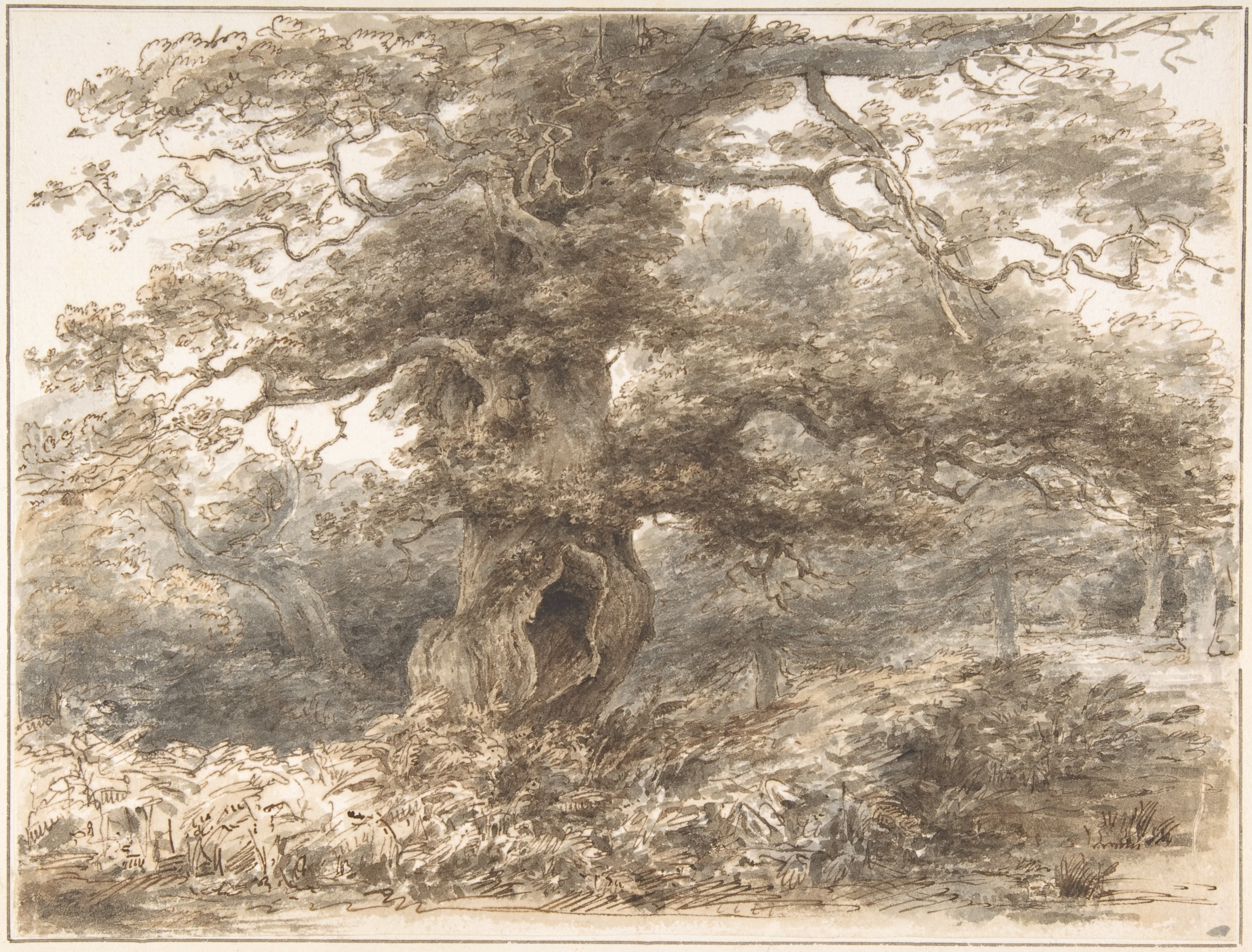
『パッキントンの公園にて』（In the Park at Packington）、第4代エイルズフォード伯爵の作品、メトロポリタン美術館所蔵。

画家として作品を数十点残しており、テート・ブリテンに現存する。
1773年2月25日、王立協会フェローに選出された。後にロンドン考古協会フェローにも選出された。
1787年から1812年に死去するまで大英博物館の理事の1人を務めた。

## 家族
1781年11月18日、ルイーザ・シン（1760年3月25日 – 1832年12月28日、初代バース侯爵トマス・シンの娘）と結婚、9男6女をもうけた。
- チャールズ（1784年7月18日没[8]）
- シャーロット（1785年1月31日 – 1869年1月17日） - 1823年1月22日、チャールズ・パーマー（Charles Palmer）と結婚[8]
- ヘニッジ（英語版）（1786年4月24日 – 1859年1月3日） - 第5代エイルズフォード伯爵[8]
- メアリー（1787年8月2日 – 1823年7月24日[8]）
- ダニエル（1789年2月22日 – 1868年1月17日） - 法廷弁護士[8]
- エリザベス（1790年2月22日[8] – 1879年6月1日）
- フランシス（1791年2月1日[8] – 1886年7月12日）
- エドワード（1792年2月25日 – 1830年4月9日[8]）
- ジョン（1793年3月13日 – 1861年11月25日） - 1835年7月28日、キャサリン・エリス（Katherine Ellice、アレクサンダー・エリスの娘）と結婚[8]
- ヘンリエッタ（1794年4月25日 – 1828年4月21日[8]）
- ヘンリー（1795年5月28日 – 1820年8月29日[8]）
- ジョージ（1798年5月13日 – 1799年11月19日[8]）
- チャールズ（1799年7月18日 – 1859年11月19日[8]）
- キャロライン（1799年7月18日 – 1821年） - チャールズの双子の妹[8]
- ジョージ（1804年6月10日 – 1823年9月19日[8]）
- キャサリン（1806年2月2日 – 3月24日[8]）